# Nuran
Nuran är en ort i Azerbajdzjan.   Den ligger i distriktet Ağsu Rayonu, i den centrala delen av landet, 130 km väster om huvudstaden Baku. Nuran ligger 809 meter över havet och antalet invånare är 379.
Terrängen runt Nuran är kuperad. Närmaste större samhälle är Shamakhi, 19,5 km öster om Nuran.
Trakten runt Nuran består till största delen av jordbruksmark. Runt Nuran är det ganska tätbefolkat, med 60 invånare per kvadratkilometer.